# Gebiet des Deutschen Zollvereins
Das Gebiet des deutschen Zollvereins setzte sich 1834 aus den Gründungsstaaten und den ihnen bereits zuvor angeschlossenen kleineren Ländern und Enklaven zusammen. Später kamen weitere Staaten hinzu.

## Zollgebiete des Zollvereins am 1. Januar 1834

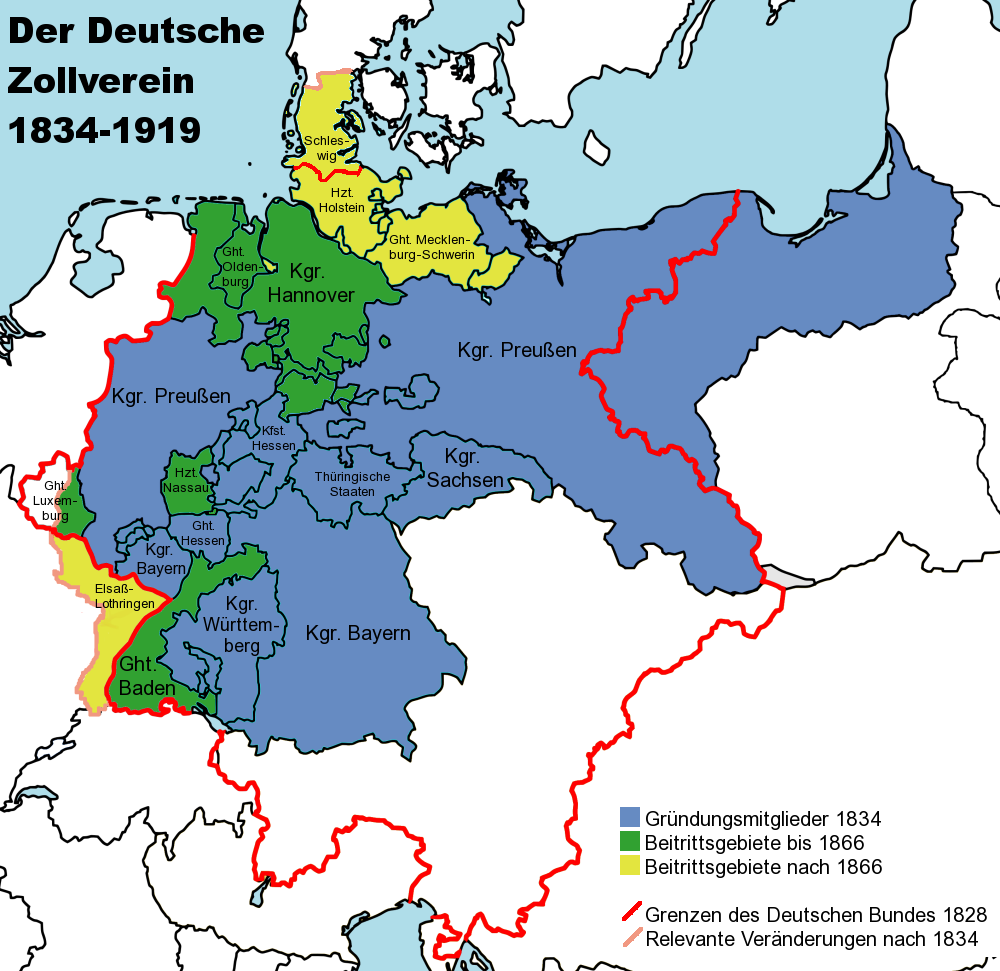
Der Deutsche Zollverein zum Zeitpunkt der Gründung (blau), mit Gebietserweiterungen bis 1866 (grün) sowie nach 1866 (gelb).

1. Preußen mit den angeschlossenen Staaten und den angeschlossenen Enklaven – Anhalt-Bernburg (seit 17. Juni 1826), Anhalt-Dessau (seit 17. Juli 1828), Anhalt-Köthen (seit 17. Juli 1828), Waldeck (seit 16. April 1831), enklavierte Gebiete von Schwarzburg-Sondershausen (seit 25. Oktober 1819), enklavierte Gebiete von Schwarzburg-Rudolstadt (seit 24. Juni 1822), Enklave Allstedt (zu Sachsen-Weimar) (seit 27. Juni 1823), Enklave Oldisleben (zu Sachsen-Weimar) (seit 27. Juni 1823), Enklave Rossow (zu Mecklenburg-Schwerin) (seit 2. Dezember 1826), Enklave Netzeband (zu Mecklenburg-Schwerin) (seit 2. Dezember 1826), Enklave Schönberg (zu Mecklenburg-Schwerin) (seit 2. Dezember 1826), Enklave Volkenroda (zu Sachsen-Coburg und Gotha) (seit 4. Juli 1829), Enklave Oberamt Meisenheim (zu Hessen-Homburg) (seit 31. Dezember 1829), Enklave Fürstentum Birkenfeld (zu Oldenburg) (seit 24. Juli 1830)
2. Großherzogtum Hessen (seit 14. Februar 1828 beim preußisch-hessischen Zollverband)
3. Kurfürstentum Hessen (seit 25. Juli 1831 beim preußisch-hessischen Zollverband) ohne die Grafschaft Schaumburg (Hessen-Kassel war bereits seit 1828 Mitglied des Mitteldeutschen Handelsvereins)
4. Bayern (seit 18. Januar 1828 beim Süddeutschen Zollverein) mit der angeschlossenen Enklave Amt Königsberg (zu Sachsen-Coburg und Gotha) (seit 14. Juni 1831)
5. Württemberg (seit 18. Januar 1828 beim Süddeutschen Zollverein) mit den angeschlossenen Staaten – Hohenzollern-Sigmaringen (seit dem 28. Juli 1824), Hohenzollern-Hechingen (seit dem 28. Juli 1824)
6. Sachsen (durch Beitrittsvertrag vom 30. März 1833) (Sachsen war bereits seit 1828 Mitglied des Mitteldeutschen Handelsvereins)
7. Zoll- und Handelsverein der Thüringischen Staaten (durch Beitrittsvertrag vom 11. Mai 1833), also Sachsen-Weimar-Eisenach, Sachsen-Coburg und Gotha, Sachsen-Meiningen, Sachsen-Altenburg, Schwarzburg-Rudolstadt (ohne deren enklavierten Gebiete; siehe Preußen), Schwarzburg-Sondershausen (ohne deren enklavierten Gebiete; siehe Preußen), Reuß-Greiz, Reuß-Schleiz, Reuß-Lobenstein-Ebersdorf, Kreis Schmalkalden (zu Hessen-Kassel) (seit 10. Mai 1833), Stadt- und Landkreis Erfurt (zu Preußen) (seit 10. Mai 1833) (Die Thüringischen Staaten waren bereits seit 1828 Mitglied des Mitteldeutschen Handelsvereins)

## Beitretende Staaten und Gebiete nach dem 1. Januar 1834
1. Hessen-Homburg (durch Vertrag vom 20. Februar 1835) (hierbei wurde das Oberamt Homburg dem Zollgebiet des Großherzogtums Hessen und das Oberamt Meisenheim dem Zollgebiet Preußens zugeordnet; Hessen-Homburg war somit nur mittelbares Mitglied des Zollvereins) (Hessen-Homburg war bereits seit 1828 Mitglied des Mitteldeutschen Handelsvereins)
2. Baden (durch Vertrag vom 12. Mai 1835) (hierbei blieb ein Teil des Klettgau (einschließlich der Gemeinde Büsingen am Hochrhein) außerhalb des Zollgebiets des Zollvereins (siehe Artikel 6 des Zollvereinsvertrags vom 8. Juli 1867))
3. Nassau (durch Vertrag vom 10. Dezember 1835) (Nassau war bereits seit 1828 Mitglied des Mitteldeutschen Handelsvereins)
4. Frankfurt am Main (durch Vertrag vom 2. Januar 1836) (Frankfurt am Main war bereits seit 1828 Mitglied des Mitteldeutschen Handelsvereins)
5. Lippe-Detmold (durch Vertrag vom 18. Oktober 1841) (hierbei wurde das Staatsgebiet dem Zollgebiet Preußens zugeordnet, so dass Lippe-Detmold nur mittelbares Mitglied des Zollvereins war) (Lippe-Detmold war bereits seit 1828 Mitglied des Mitteldeutschen Handelsvereins)
6. Braunschweig (durch Vertrag vom 19. Oktober 1841) (Braunschweig war bereits seit 1828 Mitglied des Mitteldeutschen Handelsvereins)
7. Grafschaft Schaumburg (Teil von Hessen-Kassel) (durch Vertrag vom 13. November 1841) (Die Grafschaft war bereits seit 1828 Teil des Mitteldeutschen Handelsvereins)
8. Hannover (durch Vertrag vom 7. September 1851, in Kraft getreten seit 1. Januar 1854) (Hannover war bereits seit 1828 Hauptmitglied des Mitteldeutschen Handelsvereins; mit deren Beitritt zum Deutschen Zollverein erlosch der Mitteldeutsche Handelsverein)
9. Schaumburg-Lippe (Schaumburg-Lippe gehörte bereits seit 1828 zum Zollgebiet Hannovers; es kam mit diesem zum Deutschen Zollverein)
10. Oldenburg (durch Vertrag vom 1. März 1852, in Kraft seit 1. Januar 1854) ohne das Fürstentum Lübeck und das Fürstentum Birkenfeld (dieses aber dem preußischen Zollgebiet zugeordnet) (Oldenburg war bereits seit 1828 Mitglied des Mitteldeutschen Handelsvereins)
11. Luxemburg (durch Vertrag vom 8. Februar 1842) (Luxemburg gehörte dem Zollverein bis 1867 als „gewöhnliches“ Mitglied, seither aber bis 1919 als besonderes Mitglied an, da Luxemburg nicht Partei des Vertrags vom 8. Juli 1867 war; hier wurde ein Zoll-Staatenbund zwischen dem nachmaligen Deutschen Reich und Luxemburg geschaffen. Die Verträge, aufgrund deren Luxemburg Mitglied des Zollvereins war, waren der Vertrag der Zollvereinsstaaten mit Luxemburg vom 8. Februar 1842 (Laufzeit: 1. April 1842 bis 31. März 1846), die Verlängerungsverträge vom 2. April 1847 (Laufzeit 1. April 1846 bis 31. Dezember 1853) und vom 26./31. Dezember 1853 (Laufzeit: 1. Januar 1854 bis 31. Dezember 1877). Gemäß Artikel 40 des Versailler Vertrags wurde der Austritt Luxemburgs aus dem Zollverein zum 1. Januar 1919 festgelegt)
12. Elsass-Lothringen (durch den Frankfurter Frieden vom 10. Mai 1871)

## Beitretende Hansestädte
1. Hansestadt Lübeck (durch Vertrag von 1868)
2. Hansestadt Hamburg (durch Vertrag von 1881, in Kraft getreten 1888)
3. Hansestadt Bremen (durch Vertrag von 1884, in Kraft getreten 1888)[1]

## Gebiete des Deutschen Bundes außerhalb des Zollvereins
1. Mecklenburg-Strelitz
2. Mecklenburg-Schwerin
3. das österreichisch-preußische Kondominium Schleswig-Holstein (1864–1866)
4. Liechtenstein
5. das zu Oldenburg gehörende (innerhalb Schleswig-Holsteins liegende) Fürstentum Lübeck
6. Österreich (später mit Ausnahme der österreichischen Gemeinde Jungholz und des österreichischen Kleinwalsertals)

## Sonderregelungen
Gemäß Artikel 33 der Verfassung des Norddeutschen Bundes vom 1. Juli 1867 wurde der Norddeutsche Bund ein einheitliches Zoll- und Handelsgebiet. Dem Zollverein daher faktisch angeschlossene Gebiete (1868 durch Bundesgesetz verwirklicht):
1. Mecklenburg-Strelitz
2. Mecklenburg-Schwerin
3. das jetzt zu Preußen gehörende Schleswig-Holstein
4. das zu Oldenburg gehörende Fürstentum Lübeck

Zollanschlussgebiete (mit dem Status von Zollanschlussgebieten wurden folgende Gebiete wirtschaftlich an Deutschland angebunden):
1. die österreichische Gemeinde Jungholz (mit dem Zollvertrag vom 3. Mai 1868)
2. das österreichische Kleinwalsertal (mit dem Zollvertrag von 1891, der bis in die Neuzeit gültig war.)

Weiterhin außerhalb des Zollgebiets blieben:
1. die Hansestadt Hamburg
2. die Hansestadt Bremen
3. die Hansestadt Lübeck
4. Liechtenstein
5. Österreich (mit Ausnahme der österreichischen Gemeinde Jungholz und des österreichischen Kleinwalsertals)

Durch Artikel 6 des Zollvereinsvertrags vom 8. Juli 1867 fanden die Bestimmungen in den Artikeln 3, 4 und 5, sowie in den Artikeln 10 bis 20 und 22 des Zollvereinsvertrags vom 8. Juli 1867 (vorläufig) keine Anwendung auf:
1. die nachfolgend genannten Staaten und Gebietsteile des Norddeutschen Bundes, und zwar: 
  1. in Preußen – die Ortschaft Drenikow, die Ortschaft Porep, die Ortschaft Suckow, die Colonie und das Erbpachts-Vorwerk Groß-Menow, die Rittergüter und Dörfer Zettemin (mit Peenwerder), Duckow, Rottmannshagen, Rützenfelde, Karlsruh, Pinnow, den Hafenort Geestemünde, das Fort Wilhelm in Bremerhaven, die Elbinsel Altenwerder, die Elbinsel Krusenbusch, die Elbinsel Finkenwerder, die Elbinsel Finkenwerderblumensand, die Elbinsel Kattwieck, die Elbinsel Hohenschaar, die Elbinsel Overhacken, die Elbinsel Neuhof, die Elbinsel Wilhelmsburg, die Voigtei Kirchwerder, die Dorfschaft Aumund
  2. das Großherzogthum Mecklenburg-Schwerin, mit Ausnahme seiner von Preußen umschlossenen Gebietsteile – Rossow, Netzeband, Schönberg
  3. das Großherzogthum Mecklenburg-Strelitz
  4. in Oldenburg den Hafenort Brake
  5. das Herzogtum Lauenburg
  6. die Hansestadt Lübeck mit einem, dem Zwecke entsprechenden, Bezirke ihres oder des umliegenden Gebietes
  7. die Hansestadt Bremen mit einem, dem Zwecke entsprechenden, Bezirke ihres oder des umliegenden Gebietes
  8. die Hansestadt Hamburg mit einem, dem Zwecke entsprechenden, Bezirke ihres oder des umliegenden Gebietes mit Altona
2. die nachfolgend genannten Gebietsteile Badens, und zwar die Insel Reichenau, den Ort Büsingen, den Büttenharter Hof, die Orte und Höfe Jestetten (mit Flachshof, Gunzenrieder-Hof, Reutehof), Lottstetten (mit Balm, Dietenberg, Nack, Locherhof, Volkenbach), Dettighofen (mit Häuserhof, Altenburg (Jestetten), Baltersweil, Berwangen, Albführerhof bei Weisweil)